# جورج إس. وايز
جورج إس. وايز (بالعبرية: ג'ורג' וייז‏) هو مربي إسرائيلي، ولد في 6 أبريل 1906 في بينسك في روسيا البيضاء، وتوفي في 2 يوليو 1987 في ميامي بيتش في الولايات المتحدة.